# Matricaria hookeri
Matricaria hookeri là một loài thực vật có hoa trong họ Cúc. Loài này được (Sch.Bip.) Czerep. mô tả khoa học đầu tiên năm 1981.